# Vot ponderat
El vot ponderat és un sistema de vot d'acord amb el qual cada membre representa un nombre igual al de diputats que integren el seu grup parlamentari. El Reglament estableix els casos de votacions en què s'aplica el vot ponderat.
A tall d'exemple; «La Mesa ha decidit aplicar el vot ponderat, respecte la proporció d'escons del ple, en cas d'empat a les comissions parlamentàries, encara que no s'hagi desencallat un acord sobre com aplicar la suspensió dels diputats afectats per la interlocutòria del Tribunal Suprem».